# Pallade d'Embrun
Saint Pallade d'Embrun (en français : Pallade ou Pélade, en catalan : Patllari ou Pal•ladi) (mort vers 541 apr. J.-C.) est un évêque d'Embrun du VIe siècle.

## Biographie
Né dans une famille chrétienne, il étudia sous la direction de Catulin, évêque d'Embrun, qui avait assisté au Concile d'Épaone en 517. Lorsque les ariens et Sigismond de Bourgogne se furent opposés au concile, Catulin fut exilé à Vienne, Pallade l'y accompagna, et en profita pour étudier l'Écriture de façon approfondie. Pallade fut ordonné prêtre et, selon la légende, reçut le don de prophétie. Il semblerait avoir prédit la chute et la mort de Sigismond. Catulin mourut vers 518, et Pallade devait plus tard être élu évêque d'Embrun. Au cours de son épiscopat, il construisit de nombreuses églises, à Chorges, Sauze et Rama, ainsi que des sanctuaires dédiés à saint Martin de Tours, ainsi qu'aux saints Vincent, Oronte et Victor, et également à saint Genès d'Arles. Une source prétend que Pallade « avait une efficacité exceptionnelle pour obtenir de Dieu tout ce que ses prières lui demandaient. » De nombreux miracles lui sont attribués et, outre le don de prophétie, il jouissait d'une familiarité « mystique avec les anges ... [et] repoussait victorieusement les machinations du diable, en faisant simplement le signe de la croix. »

## Vénération
En Catalogne, il est connu sous le nom de Patllari ou Pal•ladi. Selon une légende associée à ses reliques, certains moines bénédictins décidèrent d'aller à Embrun pour voler les reliques de Pallade et les emporter avec eux en Espagne. Une fois en possession des reliques, ils les placèrent dans un boîtier, qui était porté par un âne. Lorsque les voyageurs atteignirent les abords de la ville de Camprodon, l'animal refusa de continuer et resta immobile. Les moines essayèrent de le faire bouger, mais la bête refusa, enfonçant ses pieds dans le sol : miraculeusement, trois sources jaillirent de l'endroit que l'âne avait marqué de ses pieds. Les moines laissèrent l'âne aller où il voulait. Il erra à travers la ville, en passant devant les églises de Carme et de Santa Maria, et entra dans le monastère de Sant Pere, où il resta. Les moines décidèrent de laisser les reliques à Camprodon, au monastère de Sant Père. En dépit de la légende, les reliques se trouvent en fait dans l'église de Santa Maria de Camprodon, une église aux styles architecturaux mélangés : roman, gothique et baroque,.
Il est possible toutefois que le reliquaire de saint Pallade (Arqueta de Sant Patllari), qui date du XIVe siècle, provienne du monastère de Sant Père d'où il aurait été transféré à Santa Maria,. À Camprodon, le jour de la Saint-Pallade est célébré par des danses (comme la sardane, de la musique, et un défilé de « géants »(Cercavila de gegants) ; ces derniers sont des sculptures géantes représentant des personnages historiques,,.